# Bojong Genteng
Bojong Genteng is een bestuurslaag in het regentschap Sukabumi van de provincie West-Java, Indonesië. Bojong Genteng telt 3059 inwoners (volkstelling 2010).